# Lech Wałęsa
Lech Wałęsa [vauensa] (* 29. září 1943 Popowo) je polský politik, zakladatel nezávislých odborů Solidarita a aktivista za lidská práva. V letech 1990–1995 byl prezidentem Polské republiky.
Původním povoláním byl elektrikář v Gdaňských loděnicích, kde pracoval (s přestávkami) v letech 1967–1990 a kde stál v srpnu 1980 v čele stávky a procesu, ze kterého vznikla nezávislá odborová organizace Solidarita. Za svou činnost obdržel v roce 1983 Nobelovu cenu za mír.

## Život
Narodil se do rodiny tesaře a ženy v domácnosti, kde se mu dostávalo křesťanské výchovy. Je věřící katolík, a prohlašuje, že mu víra pomohla překonat těžké chvíle života, zvláště obtížné období Solidarity. Do Gdaňských Leninových loděnic nastoupil na post elektrotechnika v roce 1970. O rok dříve se oženil s Danutou Gołoś, se kterou má osm dětí. Jeho syn Jarosław Wałęsa byl členem Sejmu a Evropského parlamentu.

### Protesty a založení Solidarity
Byl vůdčí osobností polských protestů proti komunistickému režimu v Gdaňských loděnicích, které způsobily, že byl roku 1976 vyhozen z práce (jednalo se o formu trestu). O dva roky později se stal členem ilegální odborové organizace, mezi jejíž členy patřili i Bogdan Borusewicz, Andrzej Gwiazda, Krzysztof Wyszkowski, Lech Kaczyński, Anna Walentynowiczová, Antoni Sokołowski a jiné budoucí osobnosti polské politické scény.

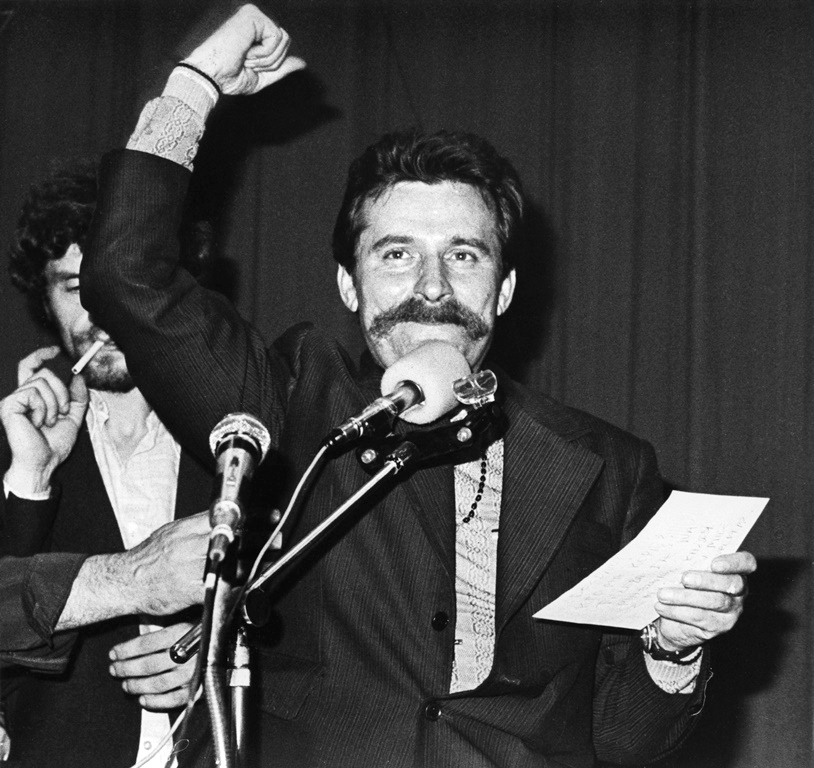
Wałęsa v srpnu 1980

Dne 14. srpna 1980, v době kdy začaly protesty v Gdaňských loděnicích, byl Wałęsa v čele těchto protestů, které se z Gdaňsku rozšířily do celého Polska, a nepřímo zahájily rozpad východního bloku. Poté, co polská vláda částečně ustoupila požadavkům loďařů a dovolila jim zakládat odborové organizace, se Wałęsa stal odborovým předákem. Tuto funkci zastával do 13. prosince 1981, kdy byl zatčen na základě stanného práva vyhlášeného polským vůdcem Jaruzelským. Propuštěn byl až 14. listopadu 1982, po 11 měsících ve vězení. Roku 1983 se vrátil do loděnic na post řadového elektrotechnika a zároveň byl nominován na Nobelovu cenu míru, kterou skutečně dostal. Lech Wałęsa si cenu osobně v Oslu nepřevzal, protože se obával, že by mu komunistický režim neumožnil návrat zpět do Polska. Nobelovu cenu míru proto převzala v zastoupení jeho manželka Danuta.
V rozmezí let 1987–1990 vedl pololegální zákonný výbor odborových organizací v Gdaňských loděnicích a v roce 1988 znovu vyhlásil stávku s cílem zlepšit postavení Solidarity v Polsku. Po osmdesáti dnech vláda souhlasila s jednáním u kulatého stolu, kterým Wałęsa dosáhl přibližně toho, co požadoval. Solidarita se stala de facto legitimní nekomunistickou politickou stranou Polska, a vyhrála první volby v roce 1989. Jednalo se o první nekomunistický politický útvar v sovětském bloku.

### Solidarita jako první nekomunistická strana ve východním bloku

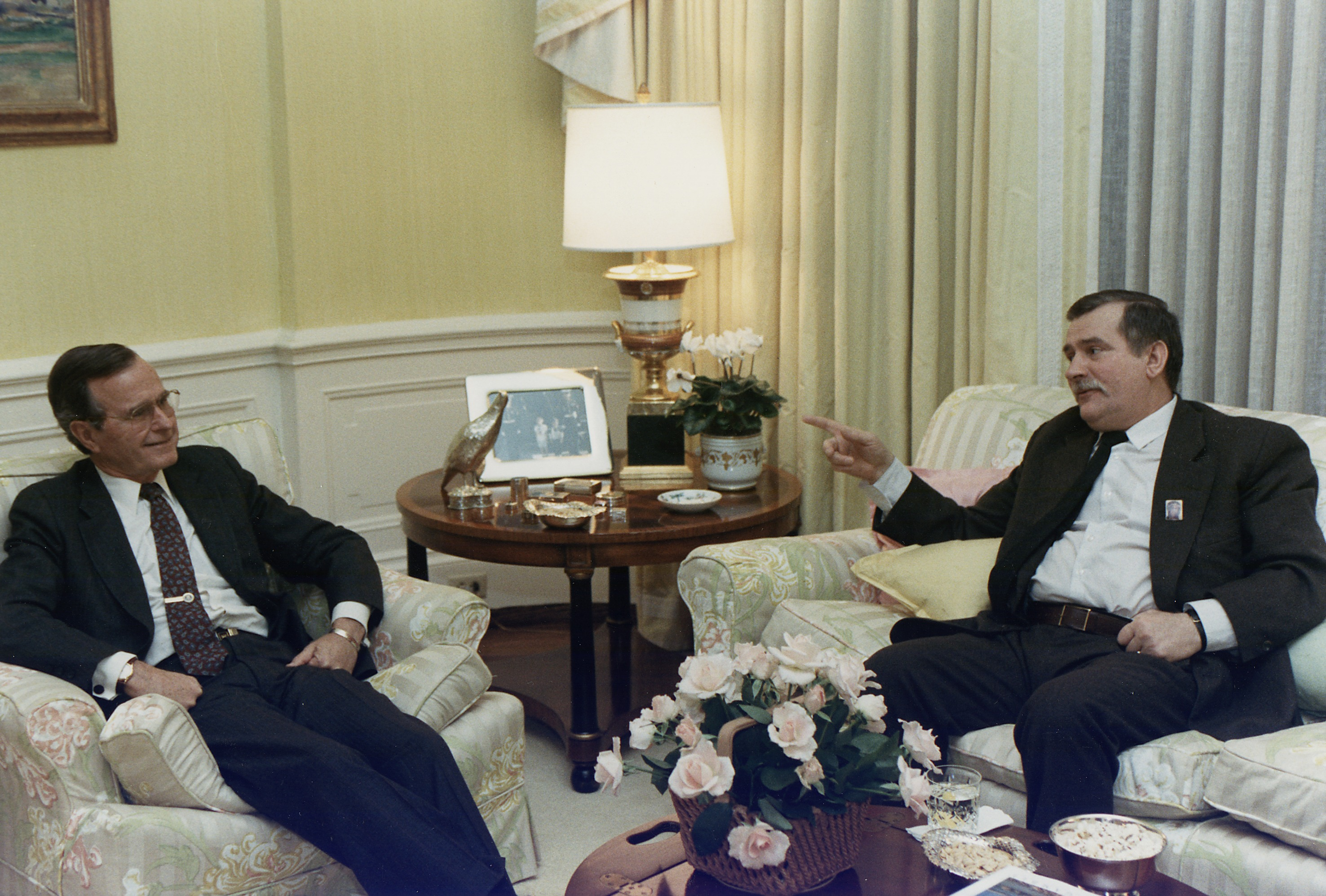
Wałęsa a americký prezident Bush v listopadu 1989

V tuto chvíli už Wałęsovi nic nebránilo začít s realizací přestavby Polska, které sice stále teoreticky bylo komunistickým státem, ale vyjednaná koaliční vláda s bývalou komunistickou stranou vedly k dalším demokratickým ústupkům.

15. listopadu 1989 došlo k prvnímu kontaktu nové vlády s USA.

### Prezidentem Polska a poprezidentské období
9. prosince 1990 vyhrál prezidentské volby a prezidentem nekomunistického Polska byl až do roku 1995. Během této doby se ve funkci premiéra vystřídalo celkem pět politiků. Sám Wałęsa proslul jako kritik, kterému se pořád něco nelíbí.[zdroj?] Kromě toho se vyskytly problémy s ekonomickou transformací země. V roce 1995 byl ve druhém kole prezidentských voleb poražen Aleksandrem Kwaśniewským.
V roce 2000 se pokoušel znovu kandidovat do prezidentského úřadu, dostal ovšem necelé 1 %. V roce 2006 pro politické neshody ze Solidarity vystoupil. Odborům vytýkal především podporu politické strany Právo a spravedlnost Lecha a Jarosława Kaczyńských. Po ukončení prezidentury se věnuje politicky zaměřeným přednáškám na evropských univerzitách.
V roce 2011 odmítl převzít nejvyšší litevské státní vyznamenání a uvedl, že vyznamenání převezme až poté, co se zlepší postavení polské menšiny v Litvě. Polsko-litevské vztahy jsou už delší dobu napjaté, protože litevské úřady omezují používaní polštiny a snaží se politevštit polská příjmení.
Z hlediska ekonomických témat kladl důraz na boj s ekonomickou nerovností. Podpořil protestní hnutí Occupy Wall Street a prohlásil, že globální ekonomická krize, kterou spustily riskantní obchody amerických investičních bank jako Bear Stearns nebo Lehman Brothers, jasně ukázala, že „potřebujeme změnu, reformu kapitalistického systému“.
Wałęsa vedl dlouholeté politické spory s Jarosławem Kaczyńským a kritizoval jeho konzervativní stranu Právo a spravedlnost (PiS), která podle Wałęsy „jedná v rozporu se zájmy Polska, proti...svobodě a demokracii“. Po vítězství PiS v parlamentních volbách v roce 2015 se znovu objevila obvinění týkající se Kauzy „Bolek“.

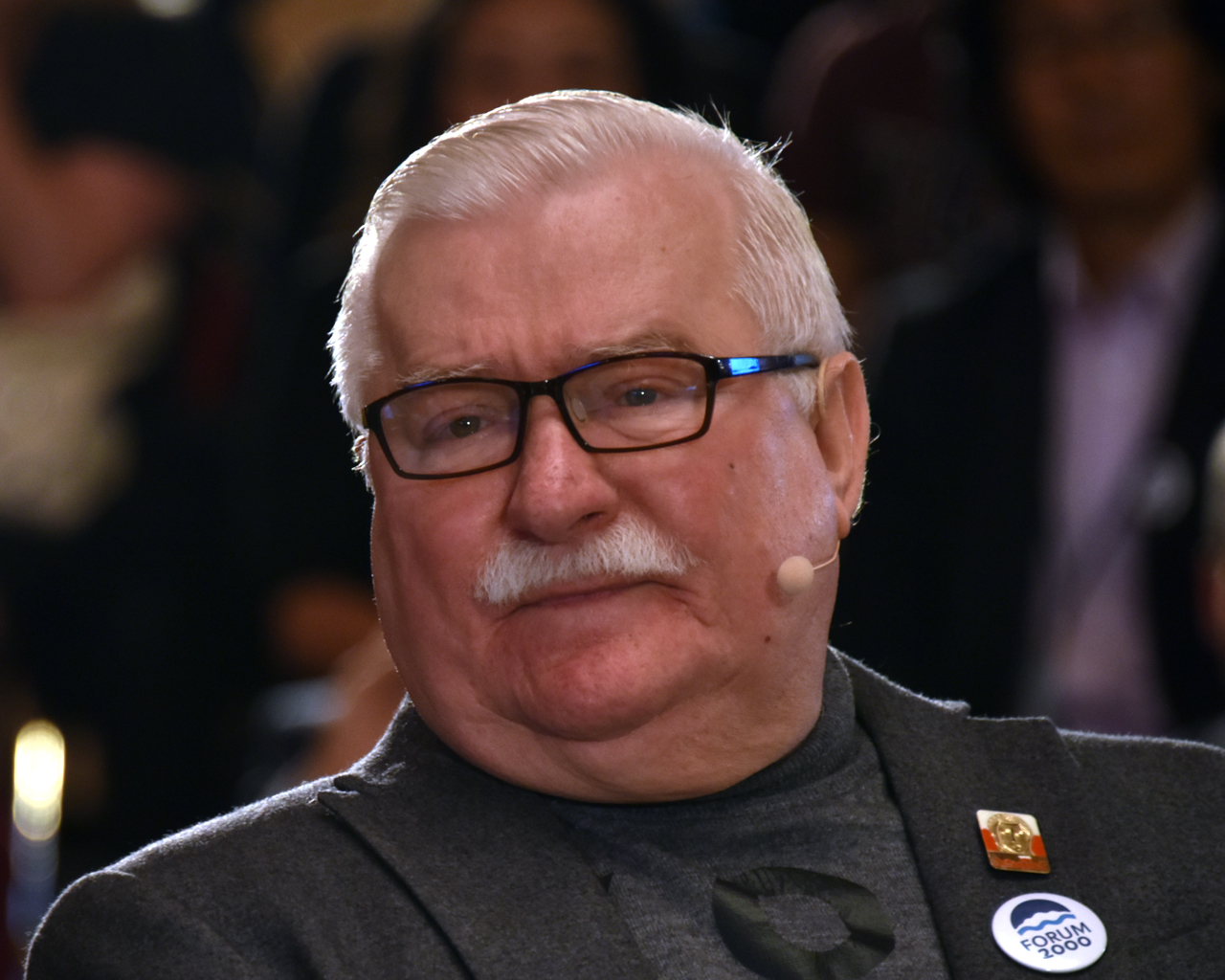
Lech Wałęsa na konferenci Forum 2000 v Praze v roce 2019

V srpnu 2017 několik nositelů Nobelovy ceny za mír včetně Wałęsy vyzvalo Saúdskou Arábii, aby propustila čtrnáct mladých lidí odsouzených k trestu smrti za účast na protivládních protestech během arabského jara v letech 2011 a 2012.
Polský dokument nazvaný Jen to nikomu neříkej, který pojednává o sexuálních skandálech katolických duchovních v Polsku, odhalil, že Wałęsův zpovědník Franciszek Cybula zneužíval dvanáctiletého chlapce. Wałęsa na to reagoval slovy: „O ničem jsem nevěděl a nikdy v životě jsem kněze nepodezíral, že mohou něco takového dělat dětem.“ Později Wałęsa prohlásil: „Věřím v Boha, ale nevěřím kněžím, protože jsou hříšní a horší než já. I proto nyní hodně lidí církev opouští.“

## Kontroverze

### Kauza „Bolek“
Některé dokumenty, odtajněné v roce 2008, podezřívají Wałęsu ze spolupráce s polskou tajnou policií, u které byl údajně veden jako „Bolek“. Toto podezření se potvrdilo 17. února 2016 a znovu 30.1. 2017, kdy Ústav národní paměti (IPN) získal z pozůstalosti bývalého ministra vnitra Czesława Kiszczaka (1925–2015) dva svazky dokládající tuto spolupráci v letech 1970–1976 s Wałęsovým vlastnoručním podpisem. Wałęsa popřel autentičnost těchto materiálů, spis agenta někdejší polské tajné komunistické policie pod krycím jménem Bolek prozkoumali grafologové a dospěli k závěru, že agentovo písmo je shodné s písmem polského exprezidenta Lecha Wałęsy. Ačkoli Wałęsu polský soud očistil v roce 2000, sám Wałęsa podpis spolupráce vzápětí přiznal. Uvedl ale, že mělo jít o „fiktivní spolupráci“ a že tak učinil na základě prosby agenta kontrarozvědky, který pouze potřeboval získat důvod pro vyúčtování chybějících finančních prostředků na operativní práci.
V roce 2017 začal být Wałęsa vyšetřován Institutem národní paměti (IPN) kvůli podezření z křivé výpovědi pod přísahou. Podle některých komentátorů za vyšetřováním stojí Wałęsův dlouholetý konflikt s šéfem vládnoucí strany Právo a spravedlnost (PiS) Jaroslawem Kaczyńským.

## Dílo
- Cesta k pravdě. [s.l.]: Slovart, 2011. 680 s. ISBN 978-80-7391-251-2.

## Vyznamenání a ocenění

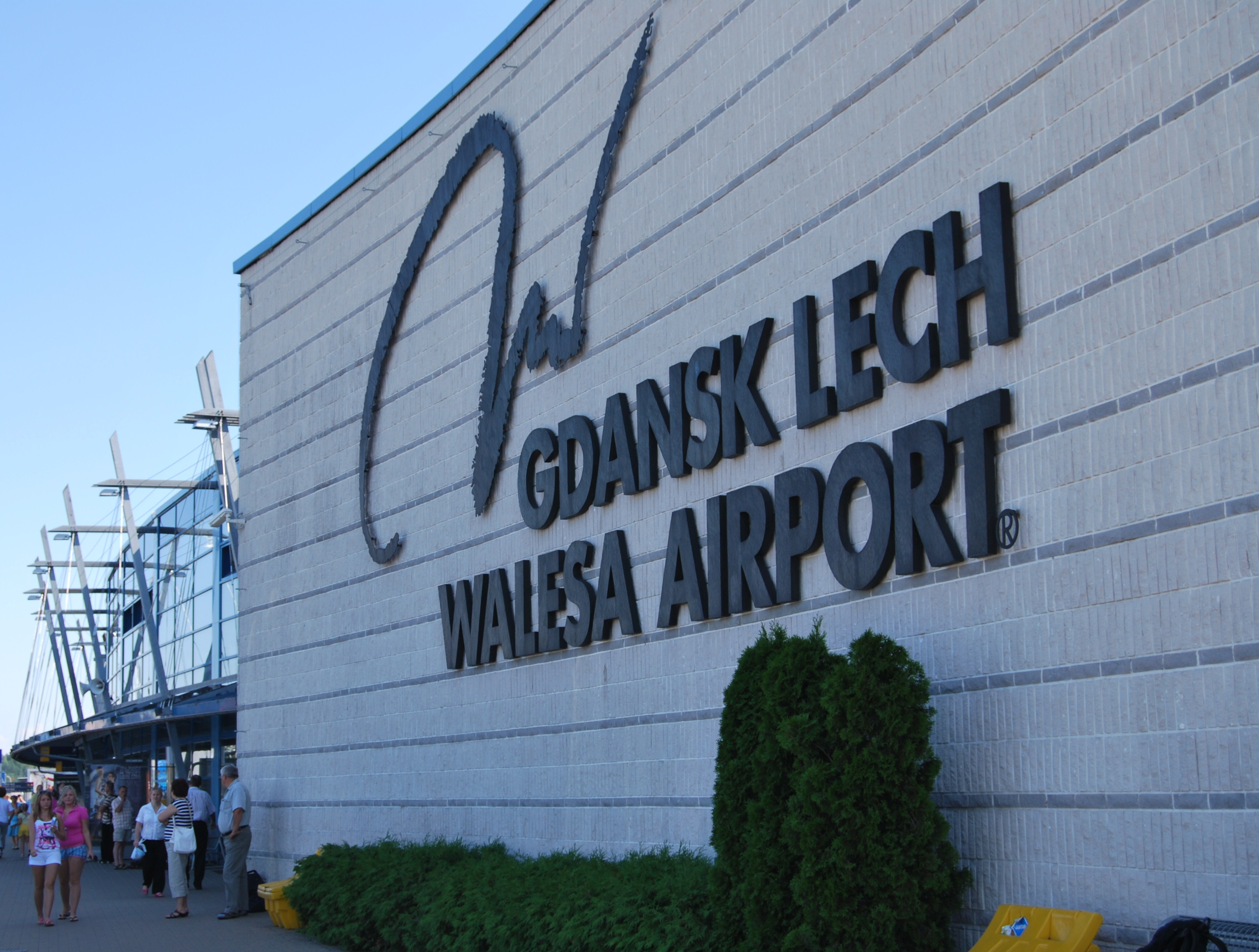
Logo zmiňovaného letiště

10. května 2004 bylo mezinárodní letiště v Gdaňsku přejmenováno na „Letiště Lecha Wałęsy“ (dokonce logo letiště se skládá i z Wałęsova podpisu).
V roce 2013 natočil polský režisér Andrzej Wajda životopisný film Walesa: člověk naděje.